# Patala
Patala (sanskrit IAST : pātāla ; devanagari : पाताल) est dans la cosmologie hindoue le nom donné aux régions inférieures et infernales du monde des humains qui résident sur la Terre, personnifiée par la déesse Prithvi. Peuplé de nagas, les serpents, et de créatures démoniaques et mythiques, il est composé de sept lieux : des lokas, sept niveaux, où le naga-loka est référencé. À l'opposé il y a le svarga : les cieux où entre autres le dieu Indra réside. 
Au plus bas du patala, le naraka correspond aux enfers à proprement parler, souvent divisés également en sept niveaux.